# Fumarase
Fumarase (genauer: Fumarat-Hydratase) heißen Enzyme, welche die Addition von Wasser an Fumarat zum L-Malat bzw. die zugehörige Rückreaktion katalysieren. Diese Reaktion ist unentbehrlich im Citratzyklus.
 + H2O   {\displaystyle \rightleftharpoons }   
Es gibt zwei verschiedene Klassen von Fumarasen: Fumarasen I sind bakterielle eisenclusterhaltige, hitzelabile Proteine, während Fumarasen II in Prokaryoten und Eukaryoten vorkommen, für ihre katalytische Wirkung keine Metallionen benötigen und wesentlich beständiger sind. Fumarasen I treten als Dimer auf, Fumarasen II als Tetramer in den Mitochondrien. 
Mangel an menschlicher Fumarase II kann durch Mutation des FH-Gens entstehen und zur Fumarazidurie und Neigung zu Myomen führen.